# Stine Sylvestersen
Stine Sylvestersen (født 11. december 1960) er en dansk skuespiller og journalist.
I trilogien om Stine af Lise Roos, spiller hun hovedrollen som den henholdsvis 8, 11 og 18 årige pige.
Arbejder i 2006 som journalist på TV 2/Lorry.

## Film
- Hej Stine! (1970)
- I din fars lomme (1973)
- Sådan er jeg osse (1980)
- Wonderful Copenhagen (1984)